# Hosszúfarkú sül
A hosszúfarkú sül (Trichys fasciculata) az emlősök (Mammalia) osztályának a rágcsálók (Rodentia) rendjébe, ezen belül a gyalogsülfélék (Hystricidae) családjába tartozó faj.
Nemének egyetlen faja.

## Előfordulása
A hosszúfarkú sül Délkelet-Ázsia dzsungeleiben él. A Maláj-félszigeten, valamint Szumátra és Borneó szigetén honos, úgy jutott át Szumátrán és Borneón, hogy ezek a szigetek a jégkorszakban a szárazföldhöz tartoztak.

## Megjelenése
Más gyalogsülfélével ellentétben a hosszúfarkú sül nem képes felmereszteni tüskéit, és zörgetni sem tudja azokat, de ha egy ragadozó elkapja hosszú farkát, amiről az állat a nevét kapta, az könnyen leszakad. Testhossza 48 cm, ebből a farok 23 cm. Testtömege 2,3 kg.

## Életmódja
Fákra felkapaszkodva kutat élelem után, étrandjét gyümölcsök, magvak, bambuszrügy és rovarok alkotják. A fogságban 10-11 évig él, a többi tarajössül faj a vadonban 5-6 évig él.

## Szaporodása
Az ivarérettség átlagosan 12 hónaposan kezdődik. A párzási időszak szeptembertől novemberig tart. A 7 hónapos vemhesség után 1 kölyök jön világra. 6-8 hetesen kerül sor az elválasztásra.